# Ola Brunkert
Ola Brunkert (Örebro, 15 de septiembre de 1946 – 16 de marzo de 2008) fue un batería de estudio sueco, músico de referencia de las principales sesiones de grabaciones del grupo ABBA. Brunkert y el bajista Rutger Gunnarsson eran los dos únicos músicos que parwecen en todos los álbumes de ABBA antes de Voyage (2021).

## Biografía
Brunkert comenzó a tocar la batería en 1958 y empezó en el grupo de jazz de su ciudad con Gene Krupa como influencia más destacada. Tocó con Slim's Blues Gang, antes de unirse al grupo de pop Science Poption. Posteriormente, estuvo presente en el grupo de jazz-rock Opus III con el guitarrista Janne Schaffer, y en 1970 se había convertido en uno de los bateristas de sesión más solicitados de Estocolmo.
No estuvo entre los cuatro miembros de ABBA cuyos rostros adornaron las portadas de los álbumes, pero fue un músico de apoyo clave para el grupo durante su ascenso al estrellato. Brunkert tocó en el primer sencillo del grupo, People Need Love, en su éxito de Eurovisión Waterloo y en muchas de sus grabaciones a lo largo de la década de los 70. ABBA prometió que «algún día lo oirían cantar» en las notas del álbum Arrival de 1976. Su última sesión de grabación con el grupo fue en octubre de 1981, donde grabó su exitoso sencillo One of Us .
Brunkert y Gunnarsson aparecieron en el escenario con ABBA en el Festival de la Canción de Eurovisión 1974 en Brighton, y tocó con ellos en sus giras de conciertos por Europa y Australia en 1977, América del Norte y Europa en 1979, y Japón en 1980.
Según informó The Times el 18 de marzo de 2008, en la década de 1980 compró una propiedad en el complejo residencial Belén de Artá, España, y vivió allí el resto de su vida. Fue en su casa donde falleció, menos de un año después del fallecimiento de su esposa Inger, en 2007.
Brunkert murió de una caída accidental a los 61 años. Fue encontrado con cortes en el cuello, lo que suscitó sospechas iniciales sobre su muerte. Brunkert se golpeó la cabeza contra una puerta de cristal de su comedor, rompiéndola y cortándose el cuello. Logró envolverse el cuello con una toalla y salir de casa en busca de ayuda, pero se desplomó en el jardín.